# Nguyễn Thị Huyền
Nguyễn Thị Huyền (ur. 19 maja 1993) – wietnamska lekkoatletka. Specjalizuje się w biegach na dystansie 400 metrów, 400 metrów przez płotki oraz w sztafecie 4 × 400 metrów. Uczestniczka Letnich Igrzysk Olimpijskich 2016, które zakończyła na pierwszej rundzie uzyskując szóste i siódme miejsce.
Brązowa medalistka Igrzysk Azji Południowo-Wschodniej 2011. Z kolei na Młodzieżowych Mistrzostwach Azji 2012 w Kolombo na Sri Lance zdobyła złoty medal w biegu na 400 metrów przez płotki z wynikiem 59,92. Igrzyska Azjatyckie 2014 zakończyła na siódmym miejscu w rywalizacji na 400 metrów oraz na piątym miejscu w sztafecie 4 × 400 m. Dzięki trzem złotym medalom zdobytym podczas Igrzysk Azji Południowo-Wschodniej 2015 w Singapurze znalazła się w jednoosobowej kadrze na Mistrzostwa Świata w Lekkoatletyce 2015 w Pekinie, uzyskała także kwalifikację olimpijską. Złota medalistka Grand Prix Azji 2015. Dwa lata później na Mistrzostwach Azji 2017 w indyjskim Bhubaneswar uzyskała złoto w rywalizacji na 400 metrów przez płotki oraz srebro w sztafecie 4 × 400 metrów.
W 2023 otrzymała złoty medal mistrzostw Azji w sztafecie 4 × 400 metrów, jak również tytuł halowej wicemistrzyni Azji w konkurencji biegu na 400 metrów.